# 関東地方御用掛
関東地方御用掛（かんとうじかたごようがかり）は、江戸幕府の役職の1つ。享保の改革期に設置された、関東周辺の農政を担当し、新田開発や治水灌漑を掌る職である。

## 概略
享保年間、財政難に直面していた江戸幕府は、幕府領の耕地拡大による年貢米の増収を図り、享保7年（1722年）7月26日、日本橋に新田開発奨励の高札を立てた。同年6月、南町奉行の大岡忠相と北町奉行の中山時春は、関東地方御用掛の兼任を命じられる。
享保8年（1723年）6月29日、中山時春が町奉行職を辞すると同時に地方御用の役も御免となったため、以後は大岡が1人で務めることとなる。
大岡と中山の地方御用掛就任に伴い、南北両町奉行所に地方改め（じかたあらため、地方御用とも）が設けられ、与力1騎と同心2人がこの職に就いたが、享保8年に中山が御用掛から離職するに伴い、大岡の南町奉行所のみの職務となった。
御用掛である大岡の職務には、支配所で発生した公事（民事裁判）の裁許も含まれていた。新田場に関する願や訴訟出入の吟味などは「大岡番所」でおこなうこととなっていたが、元文5年2月13日に大岡支配の三代官（田中喜乗・蓑正高・上坂政形）の支配地における公事・訴訟はそれまで大岡1人で取り扱っていたが、刑事事件は別として農政に関する事柄は評定所一座で討議することとなる。
御用掛の主な活動地域は武蔵野新田だったが、それ以外にも小田原藩の酒匂川流域や上総国東金領の開発・治水・普請も行った。他、青木昆陽が効能を広めたサツマイモを関東に定着させようとした際、大岡は配下の役人たちが支配する村々にまずこれを栽培させている。

## 大岡支配役人
大岡は地方御用掛を遂行するため、様々な人物を配下の役人として登用する。それは幕臣に限らず、在野の浪人や宿場名主など多様で、特に地方巧者と呼ばれる治水・灌漑に長けた者たちが多かった。
1. 岩手藤左衛門信猶 - 小普請から登用[13][14][15][16]。
2. 荻原源八郎乗秀 - 小普請から登用。元禄の貨幣改鋳を行った荻原重秀の子[13][14][17][18]。
3. 小林平六 - 浪人[13][14][19]。
4. 野村時右衛門 - 浪人[13][14][19]。
5. 田中休愚右衛門喜古 - 川崎宿名主[14][20][19][21]。
6. 蓑笠之助正高 - 猿楽師[13][14][22][19][23]。
7. 田中休蔵喜乗 - 田中喜古の子。父の死後、跡を継ぐ[14][24][25]。
8. 上坂安左衛門政形 - 南町奉行所与力[14][24][26]。
9. 川崎平右衛門定孝 - 武蔵国多摩郡押立村名主[13][14][27][28]。

彼らは大岡を「御頭（おかしら）」と呼び、上坂安左衛門・蓑笠之助・田中喜乗の3人は、「大岡支配下の三代官」と呼ばれ、大岡の腹心として活躍した。彼らは町奉行の大岡に所属しており、享保年間には地方御用掛の人件費の予算・決算書類は町奉行所で作成されていた。

## 勘定所との関係
享保の改革では、勘定所の機構改革も行われた。上方と関東方に二元化されていたのを江戸に一元化した一方で、農政・財政を担当する「勝手方」と公事・訴訟を担当する「公事方」の2つの部門が創設され、全46人の幕府代官のうち18人が異動になったのもこの時期であった。地方御用掛の設置も勘定所の制度改革の一環で、通常なら勘定奉行に属する代官を地方御用掛の直属とし、「老中 - 勘定所 - 代官」「将軍 - 地方御用掛（町奉行＝大岡） - 代官」という2つの系統を設け、両者を競合させる形で運営されていった。
年貢関係や会計・事務書類などが勘定所の支配・統制下にあった記録が残されている一方、予算の見積もりを大岡が部下の役人のものと勘定所の役人が作成したものとを比較して決定し、玉川上水普請費用の見積もりを比較してより安価で出来栄えの良い工事をした川崎平右衛門への報償を要求した記録などがあり、また年貢皆済（完納）をめぐって大岡役人集団と勘定所が対立し大岡の抗議が認められた記録も残されている。
勘定所の年貢引下げ政策に対して、大岡は関東地方御用掛の支配地域にはその方針はあてはめないと主張した。これに対し、徳川吉宗は大岡の主張を認め、「御見合（試行）」のために大岡らに支配を仰せ付けたのであり、上手くいけばそれで良いし、不都合であれば直せば良いと発言していること、延享元年（1744年）6月20日の大岡の地方御用掛の辞意表明で「御勘定所当時殊の外よろしく罷り成り候えば」（勘定所の体制が殊の外よくなっている）と発言していることなどから、大石学の研究では、彼らの役割が臨時的なもので、両者を競合・比較することで勘定所体制を整備・確立し享保改革の方針である年貢増徴策を進めていくためのものとしている。

## 年表
享保7年（1722年）
5月3日、荻原乗秀が上総国東金領（千葉県東金市）の新田開発を見分。その際に岩出と荻原の元締手代となった小林平六と野村時右衛門が同行。
6月28日、岩手信猶が関東支配の代官に任命、大岡の配下に属し5万石を支配。
7月、大岡忠相と中山時春が関東地方御用掛に任命。
7月13日、荻原乗秀が大岡配下として代官となり、関東の5万石の地を支配。
田中休愚が農政の意見書『民間省要』を将軍吉宗に上覧。
享保8年（1723年）
岩手と荻原による武蔵野の見分吟味を実施。村々と開発願人の双方に新田開発が許可され、鍬下年期（くわしたねんき、免税期間）3カ年があける享保12年より年貢を上納することとなる。
閏7月26日、中山時春が町奉行の退職に伴い、御用掛も辞す。
9月、小林平六と野村時右衛門武蔵野新田の担当となる。
田中休愚が川除御普請御用を命ぜられ、荒川・多摩川・二カ領用水等での治水工事と酒匂川の巡察を実施。
上総国長柄郡千町野（千葉県茂原市）の農民らが江戸の町奉行所に開発を出願。
享保10年（1725年）
田中休愚が、洪水が頻発した酒匂川の治水工事に着手。
享保12年（1727年）
5月、酒匂川の治水工事が完了。酒匂川西岸流域が岩手信猶の支配地となる。
9月、小林平六と野村時右衛門が「新田開発方役人」となって新田場経営を行い、家作料や農具料を支給するが、農民の生活は安定せず年貢の未納が続く。
享保13年（1728年）
野村と小林平六による家作料支給政策が開始。
享保14年（1729年）
7月19日、田中休愚が、支配勘定格となり武蔵国多摩郡・埼玉郡の3万石の地の支配を担当する。
8月、蓑正高が在方普請役格となり、喜古の後任として酒匂川の治水を担当。
12月、田中休愚が病没。
12月21日、小林と野村が年貢金滞納と700両の引負金を理由に、罷免・追放となる。2人が担当していた新田場は岩手と荻原が支配することとなり、小林・野村の年貢増徴策を修正するが年貢の未納状況は続く。
享保15年（1730年）
3月1日、田中喜乗が病没した父の跡を継いで、喜古が支配していた多摩郡・埼玉郡3万石の支配を担当する。
享保17年（1732年）
4月、酒匂川東岸村落が再度幕府領となり、岩手信猶の支配地になる。
閏5月2日、岩手信猶が在任中に死去。酒匂川流域は荻原乗秀の預かりを経て蓑正高の支配となる。
6月12日、荻原乗秀が武蔵国内で2万石の支配地増加。上坂政形が武蔵野新田を支配する代官に抜擢され、武蔵国内の2万7280石余と、武蔵野新田を支配する。田中喜乗が武蔵国内で5000石の支配地増加。蓑正高が支配勘定格に昇格。相模国酒匂川流域の3万3560石の地を支配。
享保19年（1734年）
正月19日、荻原乗秀が西丸御納戸頭に転任。
3月、荻原の支配地も合わせ、上坂は武蔵野新田のほぼ全域にあたる9万4000石を支配する。田中喜乗は武蔵国内の支配地を2万石増加される。蓑正高が相州津久井県において支配地を1万620石余増加。
享保20年（1735年）
上坂政形が千町野の新田検地を実施。
元文元年（1736年）
上坂が勘定所の役人と共同で武蔵野新田の検地を実施。大岡が検地奉行を担当して、広範囲にわたる検地となる。
元文3年（1738年）
武蔵野新田場が大凶作に見舞われる。大岡から指示を受けた上坂は、押立村の名主・川崎平右衛門と協力して現地の農民救済を行う。
元文4年（1739年）
2月8日、田中喜乗と蓑正高が正式な代官に昇格する。
8月、平右衛門が「南北武蔵野新田世話役」に任命され、正式に上坂の配下となる。
元文5年（1740年）
平右衛門が上坂の支配から離れ、独自に新田経営を行う権限を与えられる。
2月23日、田中喜乗が在職中に死去。
寛保3年（1743年）
7月、上坂は勘定奉行の神尾春央の支配下に異動。上坂の支配地は川崎平右衛門が預かる。
延享元年（1744年）
大岡が地方御用掛の辞意を表明。
延享2年（1745年）
5月3日、大岡の辞職が認められる。配下として残っていた蓑正高と川崎定孝は勘定奉行の支配へ異動。

## 武蔵野新田支配

### 享保7年 - 享保12年
享保7年に岩手と荻原が代官に就任した当初から、新田本村（近世前期に成立した新田村落。以下「本村」）・新田場（享保改革のさいに新たに開発された地域）ともに年貢の未納が多く、幕府の年貢増徴政策を受けて再三にわたり年貢の督促が行われたが成果はなかなか上がらなかった。

### 享保12年 - 享保14年
享保12年に本村の担当が代官荻原と岩手、新田場は野村・小林の両名が新田場経営を担当するという二元的な支配体制になる。新田開発方役人となった野村と小林は、新田場における訴訟・出入、そのほか臨時の要件を扱い、その支配は幕領・私領の区別無く新田場全てに及んだ。2人は家作料・農具料を新田場の農民たちに支給していたが、生産は不安定で年貢の滞納が続いたため、納入するよう厳しい態度で臨んだ。その取り立てに対して農民側は、年貢未納者を匿うなど、村ぐるみで抵抗をした。また、高額の年貢割り付け・土地丈量を行っていない無反別地への年貢賦課などの厳しい年貢増徴方針や家作料の支給制限により、2人は新田場の農民たちから強い反発を買っていた。
享保14年7月19日、大岡役人集団に加わった田中休愚右衛門が武蔵国多摩郡・埼玉郡の3万石の地の支配を担当。
同年12月21日、新田開発方役人として新田場経営を展開してきた野村と小林が、新田場の年貢滞納・700両余の引負金出したことを理由に罷免され、家財・田地没収の上、追放となった。以後、二元的支配体制から岩手と荻原の2人の代官による本村・新田の統一的な支配体制に戻る。

### 享保14年 - 享保17年
岩手と荻原は、滞納された年貢の回収と新田出百姓を把握しようとする一方、年貢増徴政策の修正と家作料支給の再開を実施。しかし、これらの政策転換にもかかわらず、年貢の滞納は続き、農民による村ぐるみの抵抗や、村々の連合による訴願運動など、経営は安定しなかった。

### 享保17年 - 元文元年
享保17年閏5月2日、代官の岩手信猶が死去。同年6月に南町奉行所与力・上坂政形が代官に就任、武蔵国内2万7280石余と武蔵野新田場の支配を担当する。同時に荻原の武蔵国内の支配地を2万石加増、享保15年に父の跡を継いだ田中喜古の武蔵国内の支配地を5000石加増と決まる。上坂は、施設費用・御救金の投入の他、年1割の利息で農民に貸付け、その利金を新田開発にあてる公金貸付政策を導入など、資金の投入により新田の安定的な経営を目指す。
元文元年、上坂は勘定所役人の長坂䂓貞とともに新田場検地を実施。手代や帳付といった検地担当者の集団を8組結成し、大岡忠相を検地奉行として、広範囲にわたって検地が行われた。この検地は、未開発地や松林や芝地などにも年貢が賦課される、年貢増徴の側面を持つものであった。

### 元文3年 - 元文5年
元文3年、武蔵野新田は大凶作に見舞われ、新田出百姓の全1320軒のうち、御救い処置なしでやっていけそうなもの9軒、どうにかやっていけそうなもの26軒というありさまとなる。上坂は大岡の指示を受け、多摩郡押立村に出張し同村の名主・川崎平右衛門と協力して農民の救済に当たる。翌4年に平右衛門は新田世話役に任命され、上坂の配下として武蔵野新田経営を担当。さらに翌5年に上坂から独立して、新田経営を存分に行うよう指示される。平右衛門による在地に密着したきめ細かい農政と、上坂の方針をさらに発展させた資金投入により、新田経営は安定化していく。
元文5年2月23日、田中喜乗が病没。彼の支配地域は勘定奉行の管轄下に移る。

### 寛保3年 - 延享2年
寛保3年7月、上坂は支配地増加に伴い大岡支配下から勘定奉行支配へと移管、川崎平右衛門は武蔵野新田などの支配地3万石を、蓑正高は7万石支配となることが決められた。
延享元年に大岡は地方御用掛の辞意を伝え、翌2年5月に正式に職を辞する。大岡配下として最後まで残った川崎平右衛門と蓑正高は勘定所へ異動となり、武蔵野新田は他の幕領と同様、勘定所支配となる。川崎と蓑の2人が武蔵野新田支配から退くのは寛延2年（1749年）のことで、業務は関東郡代・伊奈半左衛門忠辰へと引き継がれる。